# 韋特施泰因萬德山

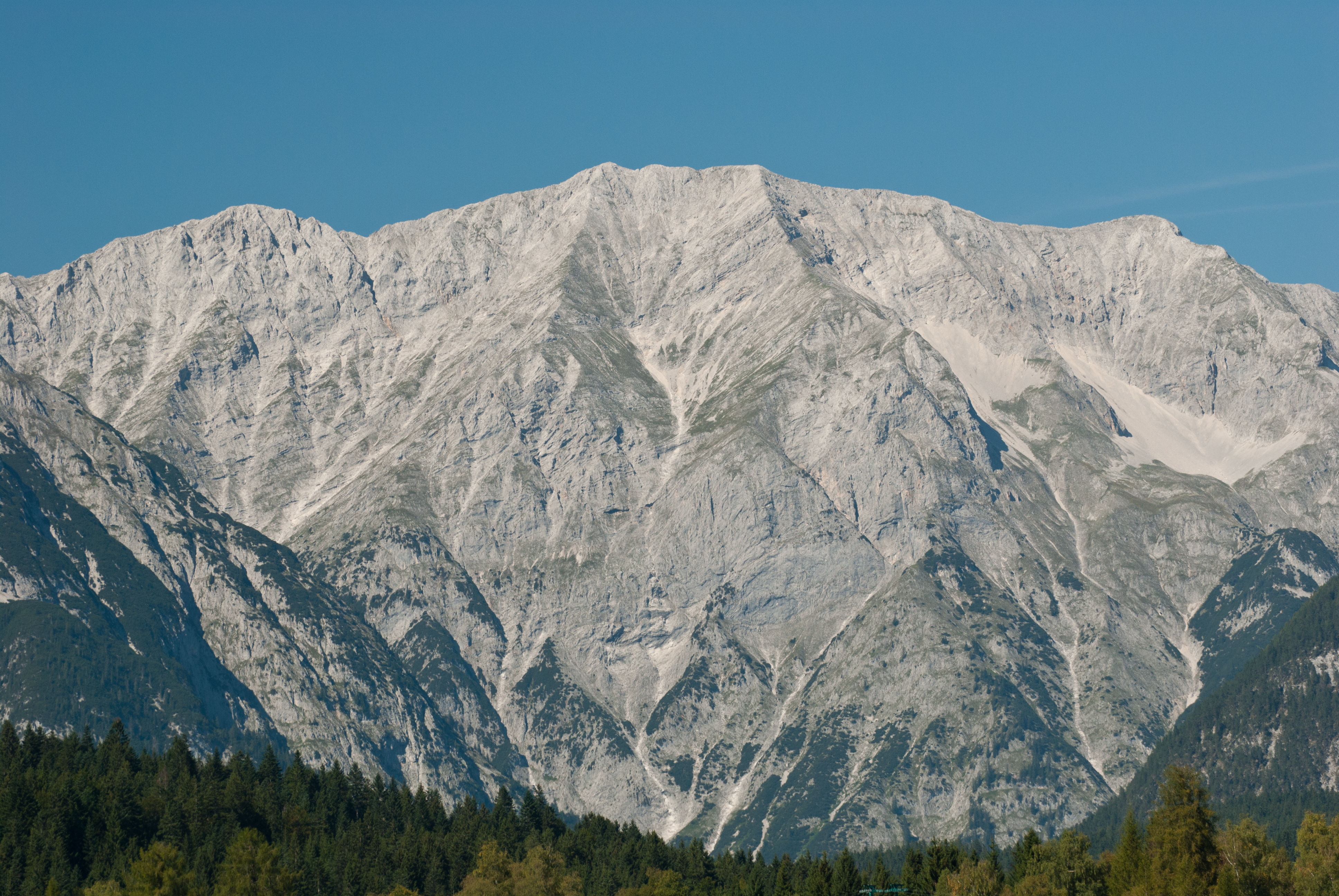

47°25′20″N 11°10′1″E / 47.42222°N 11.16694°E
韋特施泰因萬德山（德語：Wettersteinwand），是奧地利的山峰，位於該國西部，由蒂羅爾州負責管轄，屬於韋特施泰因山脈的一部分，海拔高度2,483米，每年平均降雨量1,666毫米。